# Hourglass Remixes
Hourglass Remixes – remix album zawierający przeróbki utworów z albumu Hourglass (2007) Davida Gahana.
Utwory zremiksowali mało znani brytyjscy twórcy muzyki elektronicznej. Już na płycie Hourglass znalazły się trzy remiksy: „Kingdom (Digitalism remix)”, „Deeper and Deeper (SHRUBBN!! Dub remix)” i „Use You (K10K Remix)”.

## Lista utworów

### LP
strona A:
1. „Deeper & Deeper (Juan Maclean Club mix)”
2. „Kingdom (Booka Shade Club remix)”
3. „Love Will Leave (Kap10Kurt mix)”
4. „Use You (Maps remix)”

strona B:”
1. „Deeper & Deeper (T. Raumschmiere remix extended)”
2. „Kingdom (Digitalism remix)”
3. „Saw Something (Onur Ozer)”
4. „Deeper & Deeper (Sébastien Léger remix)”

### CD (bonus)
1. „Deeper & Deeper (Juan Maclean Club mix)”
2. „Kingdom (Booka Shade Club remix)”
3. „Love Will Leave (Kap10Kurt mix)”
4. „Use You (Maps remix)”
5. „Deeper & Deeper (T. Raumschmiere remix extended)”
6. „Kingdom (Digitalism remix)”
7. „Saw Something (Onur Ozer)”
8. „Deeper & Deeper (Sebastien Leger remix)”
9. „Kingdom (Rosario's Big Room vocal)”
10. „Saw Something (Skreamix)”
11. „Deeper & Deeper (SHRUBBN!! FX instrumental)”